# Volodymyr Sjejko
Volodimir Oleksandrovych Sjejko, Oekraïens: Володимир Олекса́ндрович Ше́йко (Charkiv, 11 januari 1962) is een Oekraïens dirigent. Hij is chef-dirigent van het Oekraïens Radio Symfonie Orkest. 

## Biografie
Sjejko studeerde in 1981 af aan de Poltava Staatsmuziekschool als koordirigent en als muziektheoreticus. In 1988 studeerde hij vervolgens af aan het Tsjaikovski Kiev Staatsconservatorium met een diploma in opera- en symfoniedirectie (bij Stefan Turchak), en in koordirectie (bij Lev Venediktov). Tussen 1989 en 1991 liep hij stage bij het Bolsjoj Opera en Ballet Theater (Moskou), onder leiding van Fuat Mansurov.

### Loopbaan
Kort nadat hij in 1988 afstudeerde richtte Sjejko het nieuwe Oekraïense Symfonieorkest op en als leider en muziekdirecteur ging hij op tournee door heel Europa, waar hij optrad en talloze radio- en tv-opnames en cd-producties maakte. Hij was in die periode mede-organisator van het "Tenoratorio" Festival in Solothurn, Zwitserland, en hij richtte in 2000 het internationale Muziekfestival "Meetings at Easter" op in Kiev. Hij heeft ook deelgenomen aan de opening van het Verdiano Festival in Busseto, Italië in 2001.
Hij stond vooral in het teken van theater in de jaren 1994-2005. Volodymyr Sjejko dirigeerde grote operaproducties en verschillende projecten in oratorische genres, zoals Yevgeniy Onegin door P. Tsjaikovski; La Traviata en Rigoletto door G. Verdi; Porgy en Bess door G. Gershwin; Carmen door G. Bizet; De bruid van de tsaar door N. Rymsky-Korsakov; Il Barbiere di Siviglia door G. Rossini; Cosi fan tutti, Impressario en Le nozze di Figaro van W.A. Mozart; Requiem van G. Verdi; Requiem van M. Reger; Requiem van G. Fauré; en Magnificat van J.S. Bach.
In 2005 werd hij chef-dirigent van het Oekraïense Radio Symfonie Orkest.
Onder leiding van Vladimir Sheiko heeft het orkest gedenkwaardige uitvoeringen gebracht van grote muziekstukken, waaronder: Requiem door G. Verdi; Symfonie nr. 9 door L. V. Beethoven; Symfonie nr. 6, "Pathétique" door P. Tchaikovsky; Symfonie nr. 2 door S. Rachmaninoff; Carmina Burana door Carl Orff; Stabat Mater door G. Rossini; De executie van Stepan Razin door D. Shostakovich; St. John of Damascus door S. Taneev; Wanneer de varen bloeit door Y. Stankovych; Requiem en Davidde Penitente door W.A. Mozart; Le Poème del'extase door A. Scriabin; Symfonisch Evangelie door Alemdar Karamanov.
Tijdens zijn artistieke leiderschap richtte Volodymyr Sjejko een reeks gezamenlijke muzikale projecten op van het Nationale publieke teleradiomaatschappij van Oekraïne, zoals: “Art Stories”; "RadioSymfonie_UA"; “Symphonic Mainstream” en “Message from Ukiraine”, en maakte hij meer dan 500 opnames van wereld- en Oekraïense muzikale meesterwerken voor het Nationaal Radio Fonds. Sjejko bracht het Radio Symfonieorkest naar meer dan een dozijn landen over de hele wereld.
Sjejko trad op in vele landen, waaronder Zuid-Korea, Verenigde Arabische Emiraten, Iran, Algerije, Tunesië, Spanje, Italië, Zwitserland, Frankrijk, Portugal, Nederland, Luxemburg, België, Roemenië, Polen en Wit-Rusland.
Bekende podia waar hij optrad met het Symfonieorkest: Konzerthaus Wien; Concertgebouw in Amsterdam, Koningen Elisabethzaal in Antwerpen; Arena Sferisterio in Macerata, Italië; Teatro Carlo Felice in Genua; Teatro Petruzzelli in Bari; Teatro Ponchielli in Cremona; Teatro Luciano Pavarotti in Modena; Teatro Romano in Ascoli Piceno, Italië; Teatro Politeamo Garibaldi in Palermo; Teatro Auditorium Manzoni in Bologna; Teatro Gesualdo in Avellino, Italië; Stadtcasino Musiksaal Bazel, Zwitserland; Auditorio Nacional de Musica, Teatro Monumental in Madrid; Palau de la Música Catalana in Barcelona; Auditorio de Zaragoza, directeur van het Teatro in Zaragoza, Spanje; Casa da Musica; Coliseu do Porto in Porto, Portugal; Coliseu dos Recreios in Lissabon; Colosseum in Nîmes, Frankrijk; Teatro Romano in Vienne, Frankrijk; Nationale Opera van Boekarest; Roemeense Nationale Opera in Timisoara; Algerijns Nationaal Theater, Paleis "Moufdi Zakaria", Algiers Opera House in Algerije; Stadhuis van Seoel; Colosseum in El Jem, Tunesië; Amfitheater in Cartage, Tunesië; Tunesische Nationale Opera; Stadhuis van Hongkong; Nationaal Filharmonisch Orkest van Peking, China; Dubai Opera, in de Verenigde Arabische Emiraten.

## Onderscheidingen
- In 2003 ontving hij de eretitel: "Geëerde Kunstenaar van Oekraïne" - voor een belangrijke persoonlijke bijdrage aan de sociaal-economische en culturele ontwikkeling van de hoofdstad van Oekraïne - de stad Kiev. [1]
- In 2005 ontving hij de graad van de Orde van Sint Vladimir III
- In 2005 ontving hij het Diploma van de Verchovna Rada van Oekraïne
- In 2012 ontving hij het Diploma van het Kabinet van Ministers van Oekraïne
- Ere-onderscheiding van het Ministerie van Cultuur van Oekraïne
- Ereteken van de gemeenteraad van Kiev
- In 2015 ontving hij de eretitel Volkskunstenaar van Oekraïne
- In 2019 won hij de Shevchenko Prijs in de categorie "Muzikale kunst"
- In 2020 ontving hij de Orde van Verdienste, klasse III
- In 2021 werd hij corresponderend lid van de Nationale Academie voor Beeldende Kunsten van Oekraïne